# Бондаренко Олена Анатоліївна
Оле́на Анато́ліївна Бондаре́нко (уроджена: Ковале́нко; 26 травня 1974, Макіївка, Донецька область, Українська РСР, СРСР) — проросійська громадська діячка та журналістка, народний депутат України 5-го, 6-го та 7-го скликань, обіймала посади 1-го заступника голови Комітету ВР з питань свободи слова та інформації, голови підкомітету з питань телебачення та радіомовлення Комітету Верховної Ради України з питань свободи слова та інформації. Член фракції Партії регіонів з травня 2006 року. Колишня керівниця закритого проросійського пропагандитського телеканалу КРТ, власником якого був колишній голова МВС Віталій Захарченко. Відома проведенням антиукраїнської пропагандистської кампанії в російських мас-медіа, українофобними висловлюваннями щодо української мови, журналістики, активна учасниця та натхненниця Антимайдану під час Революції Гідності. Фігурантка бази «Миротворець».

## Життєпис
Народилась 26 травня 1974 у Макіївці, Донецькій області, Українській РСР, СРСР.

### Освіта
- 1991—1996 — Донецький університет за спеціальністю «історія, журналістика», кваліфікація — історик та викладач історії.
- 2002—2003 — Донецька академія управління, отримала диплом з відзнакою за спеціальністю адміністративний менеджмент, кваліфікація магістр ділового адміністрування.[6]

- Трудовий шлях
- 1994—1995 — кореспондент, тижневик «Донецкие новости».
- 1995—1998 — редактор інформаційної служби ТРК «Україна».
- 1998 — журналіст, ТРК «Інтер-сеал», Донецьке представництво телеканалу «Інтер».
- 1998—2001 — редактор інформаційної служби, ТРК «Новий Донбас».
- Член Національної спілки журналістів України.
- З 26 вересня 2014 — голова спостережної ради Українського медіахолдингу.[7]

## Політична діяльність
- 2001—2002 — помічник голови Донецької обласної ради, 2002—2006 — керівник пресслужби Донецької обласної ради, 2005—2006 — помічник-консультант народного депутата України на громадських засадах[6].
- Входила до складу тимчасових слідчих комісій ВРУ з розслідування загибелі Георгія Гонгадзе та перевірки фактів корупції, зловживань службовим становищем з боку окремих посадових осіб МВС.[8]
- Нардеп України 5-го скликання з квітня 2006 від Партії регіонів, № 125 в списку. На час виборів: керівник пресслужби Донецької обласної ради, б/п.
- Нардеп України 6-го скликання з листопада 2007-го, обрана за списками Партії регіонів.
- З грудня 2012-го — депутат Верховної Ради VII скликання від Партії регіонів (№ 47 у списку). Перший заступник голови парламентського комітету з питань свободи слова та інформації[9].

### Законотворча
Як нардеп має відношення до законодавчих ініціатив у сфері культури, інформації й соціального фактора. Основні законодавчі ініціативи стосуються базових законів — про рекламу, про телебачення і радіомовлення, про Національну раду з питань телебачення і радіомовлення.
- Проєкт Закону України «Про внесення змін до деяких законодавчих актів України» (щодо забезпечення доступу до публічної інформації), реєстраційний № 7321, внесений народними депутатами України Оленою Бондаренко, Володимиром Ландіком та Юрієм Стецем (проєкт презентований як альтернатива Партії регіонів до законопроєкту депутата Андрія Шевченка про доступ до публічної інформації, тому частина позицій подана у порівнянні).
- Автор проєкту Закону про внесення змін до Закону України «Про телебачення і радіомовлення» (щодо приведення у відповідність із вимогами Європейської Конвенції про транскордонне телебачення до програмної концепції мовлення)[11], що скасовує норму, згідно з якою музичні твори українських авторів та виконавців мають становити не менше 50 % загального обсягу мовлення[12]. У пояснювальній записці зазначається, що «квоти на поширення музичних творів українських авторів чи виконавців, встановлені в чинній редакції Закону України „Про телебачення і радіомовлення“, не враховують кількості таких творів, що реально існують на сьогодні. Тому дотримання цих квот телерадіоорганізаціями призводить до того, що їх програми практично не відрізняються одна від одної, тобто аудиторія не отримує різноманітної інформації.»[13]
- 5 червня 2012 р. голосувала за проєкт Закону України «Про засади державної мовної політики».[14].

## Погляди
Виступає за повернення права слухача «обирати музику, що подобається йому, а не політикам», вважаючи, що це є європейським принципом. Вважає українську журналістику продажною, безвідповідальною та непрофесійною, так само як і політику.
При намірі студентів перейменувати Донецький університет іменем Героя України та випускника цього вишу Василя Стуса, стала ініціатором антикампанії з найменування закладу іменем комуністичного лідера Володимира Дегтярьова.
Була одним зі 148-ми народних депутатів України, хто в червні 2013 року підписав Звернення депутатів від Партії регіонів і КПУ до польського Сейму з проханням «визнати Волинську трагедію геноцидом щодо польського населення та засудити злочинні діяння українських націоналістів».
20 лютого 2014 року в інтерв'ю німецькому виданню «Spiegel Online» Олена Бондаренко називала дії міліції недостатньо жорсткими, а на питання журналіста, що деякі демонстранти були вбиті пострілом у голову, вона відповіла, що на площі не залишилося мирних демонстрантів, а залишилися тільки вандали, палії та збройні екстремісти.
В ефірі російського пропагандистського каналу Росія-24 на початку грудня 2017-го назвала Революцію гідності «гнилим майданом» і саме мирну революцію назвала причиною всіх проблем України.

12 лютого 2018 року в інтерв'ю Дмитру Гордону війну на Сході України назвала «громадянською»: 
«... так, громадянська війна, вам брешуть про війну з Росією та щодо ворогів і друзів України та Росії».Оригінальний текст (рос.)
«... да, гражданская война, вам лгут насчет войны с Россией и насчет врагов и друзей Украины и России».
 Вона також сказала, що регулярних частин російської армії на Донбасі немає, бойовиків так званих ДНР/ЛНР вона вважає «ополченцями», російські телеканали для неї не є ворожими, Коли Дмитро Гордон зазначив, що вважає Росію ворогом, тому що вона вбиває українців. Бондаренко заявила, що він плутає свої особисті поняття з об'єктивністю.
«Для мене Росія не ворог, і те, що відбувається в Росії по відношенню до українців, говорить про те, що вони до нас ставляться з симпатією»Оригінальний текст (рос.)
«Для меня Россия не враг, и то, что происходит в России по отношению к украинцам, говорит о том, что они к нам относятся с симпатией

### Українська мова
У липні 2012 року Бондаренко, під час зустрічі з колективом Рівненської обласної клінічної лікарні, виступила з промовою російською мовою. Медичний персонал попросив її виступати українською, і вона змушена була перейти на українську та говорити нею майже годину, після чого знову перейшла на російську. Після цієї зустрічі, в інтерв'ю «Gazeta.ua» сказала: 
«У них, судячи з усього, проблеми є - вони одномовні, вони знають тільки українську. Але потрібно віддавати тінь поваги громадянам, виборцям, з якими ти зустрічаєшся, навіть якщо це не наші виборці, навіть якщо вони не голосували колись за нас».Оригінальний текст (рос.)
«У них, судя по всему, проблемы есть - они одноязычные , они знают только украинский. Но нужно отдавать тень уважения гражданам, избирателям, с которыми ты встречаешься, даже если это не наши избиратели, даже если они не голосовали прежде за нас».
 Тобто Бондаренко була толерантною та терпимою до української мови, а вона відома борчиня з толерантність та рівні мовні права, десь близько години, хоча й зазначила, що вона «двомовна — знаю і російську і українську, тому говорю в принципі без проблем і тією, і тією мовою», проте все ж проблеми з українською у неї є, оскільки розмовляти нею їй як мінімум не зручно. Хоча вона з сім'ї, де обоє батьків є вихідцями з Полтавської області, і між собою спілкувалися українською. Вона також зазначила, що у даній ситуації «сильний повинен поступитися слабшому», визнавши таким чином українців, котрі розмовляють українською в Україні — слабшими. Вона також порадила рівнянам вивчати російську мову. Бондаренко сказала: 
«Вчорашній приклад показав, що на жаль на Західній Україні є люди, які говорять тільки однією мовою». Оригінальний текст (рос.)
«Вчерашний пример показал, что к сожалению на Западной Украине есть люди, которые говорят только на одном языке».

Та поспівчувала: 
«Тому, тут я можу лише поспівчувати їм, тому що чим більше мов ти знаєш, тим більше разів ти людина».Оригінальний текст (рос.)
«Поэтому, здесь я могу только посочувствовать им, потому что чем больше языков ты знаешь, тем больше раз ты человек»
Хоча жодного разу ніде не висловила співчуття на рахунок того, що громадяни України не володіють державною мовою.

## Критика
Частина ініціатив розцінюються як українофобські. Зокрема, нардеп від БЮТ Сергій Соболєв 2011 року, коментуючи зміни до закону «Про телебачення і радіомовлення», заявив: 
Вершиною ідейного падіння Стретовича стало голосування за українофобський законопроєкт регіоналки Олени Бондаренко, яким український національний музичний продукт було позбавлено державної підтримки.
Український політик і громадський діяч, нардеп від БЮТ Юрій Гнаткевич вважає:
|  | Олександр Зубчевський представляє іншу частину українства. Він і його колеги по парламенту із фракцій Комуністичної партії й Партії регіонів Левченко, Бондаренко, Симоненко, Колесніченко, Голуб та багато інших, носячи красиві українські прізвища, не лише показово та з мало прихованою злістю ігнорують усе українське: вони борються з усім українським. Вони в дикий спосіб прийняли закон, який уже звів до нуля офіційне використання української мови в багатьох регіонах України, заселених переважно етнічними українцями, та який легітимізував зросійщення українського інформаційного простору й відкрив зелене світло витісненню української мови з освіти.. |

У березні 2011 року Бондаренко «критикувала» роман «Чорний ворон» Василя Шкляра. Її заяви про те, що роман «не представляє ніякої літературної цінності» викликали негативну реакцію в наукових та літературних колах.
Наприкінці 2011 року в обласні осередки Партії регіонів були розіслані так звані «листи щастя» за підписом Олени Бондаренко. У листі вона звернулася до керівників осередків, щоб ті створити медіа-карти, у яких вказати, наскільки лояльні до Партії регіонів регіональні ЗМІ. Також вона просила вказати партійність власників та головних редакторів ЗМІ, а також дізнатися, хто з журналістів редакцій ставиться лояльно до Партії регіонів. Бондаренко визнала, що просила скласти медіа-карти, а все інше, за її словами — це наклеп. Отже Бондаренко як мінімум порушила закон про персональні дані. Також ймовірно, що Бондаренко хотіла впливати на політику в ЗМІ, до того ж, вона на той час була членкинею комітету із захисту свободи слова, що є ще й порушенням професійної етики.
Вона є однією зі 148 депутатів Верховної Ради України, які підписали звернення до Сейму Республіки Польща з проханням визнати геноцидом поляків події національно-визвольної війни України 1942—1944 років. Цей крок перший Президент України Леонід Кравчук кваліфікував як національну зраду.
Бондаренко є маніпулянткою, її не раз ловили на брехні. Так у 2011 році Бондаренко заявила, що депутат Сергій Соболєв відпочивав з сім'єю (дружина та п'ятеро) майже тиждень в Парижі, хоча цього не було. Збрехала Бондаренко тільки для того, щоб хоч якось відбілити Анну Герман, яка дійсно, кілька днів провела у Франції на закупах, через що здійнявся скандал.
У грудні 2013 року Бондаренко заявила, що «сьогодні опозиція розписалася в тому, що не контролює ситуацію. І доказом цьому служить інцидент із громадською активісткою Тетяною Чорновол». Це вона сказала після нападу на Тетяну Чорновол, який був скоєний у ніч на 25 грудня 2013 року. Бондаренко намагалася перекласти відповідальність влади, яка якраз й має контролювати ситуацію в країні, за побиття Тетяни Чорновол, також й на опозицію.
Вона може залишити студію чи вийти з інтерв'ю, коли бачить, що події розгортаються не так, як їй хочеться. Так вона залишила студію політичного ток-шоу «РесПубліка» на 5 каналі, де якраз йшла мова про інцидент в Чернівцях, коли по рибалках стріляв представник Партії регіонів.
У січні 2014 року група журналістів у Верховній Раді України показала Бондаренко світлини побитих журналістів-колег. Бондаренко назвала світлин побитих журналістів «картинками» та заявила, що «журналісти, перебуваючи у зоні бойових дій, мають бути готові ризикувати своїм життям». Коли ж журналісти зауважили, що мова йде не про гарячі точки, а про побиття працівників медіа в Україні, Бондаренко заявила, що представники преси ставляться до неї неввічливо й швидко пішла геть.

## Можлива заборона в'їзду до США
24 січня 2014, під час протестних акцій в Україні проти зовнішньої та внутрішньої політики Партії Регіонів, Мирослава Гонгадзе написала про можливу заборону в'їзду Олени до США з іншим нардепом від Партії Регіонів — Володимиром Олійником.

## Реакція на збройний розгін Євромайдану
20 лютого 2014 року заявила німецькій газеті «Der Spiegel», що правоохоронці діяли «недостатньо жорстко» при розстрілі захисників Майдану.

## Нагороди
- Орден «За заслуги» III ступеня.[6]
- 2007 — посіла 39-те місце в ТОП-100 найвпливовіших жінок України, складеному журналом «Фокус», отримавши звання «відважна».[8]

## Сім'я
- Чоловік — Бондаренко Андрій Юрійович, нар. 12 жовтня 1969-го у Горлівці на Донеччині,
- Донька — Бондаренко Поліна Андріївна, нар. 14 лютого 1999 року. Мешкає у США. Олена Бондаренко відмовляється говорити про доньку.
- Син — Бондаренко Михайло Андрійович, нар. 25 липня 2010 р.[6]